# Cancrocaeca
Cancrocaeca is een geslacht van kreeftachtigen uit de klasse van de Malacostraca (hogere kreeftachtigen).

## Soort
- Cancrocaeca xenomorpha Ng, 1991